# Journal of Pediatric Ophthalmology and Strabismus
Journal of Pediatric Ophthalmology and Strabismus (skrót: J Pediatr Ophthalmol Strabismus) – naukowe czasopismo okulistyczne wydawane w USA od 1964. Specjalizuje się w okulistyce dziecięcej oraz zezie (strabologii). Dwumiesięcznik.
W okresie 1964–1977 czasopismo ukazywało się kwartalnie pod tytułem „Journal of Pediatric Ophthalmology". Rozszerzenie nazwy do postaci „Journal of Pediatric Ophthalmology and Strabismus" nastąpiło w 1978. Czasopismo jest recenzowane i publikuje prace oryginalne, dyskusje, opisy przypadków (tylko online), materiały zdjęciowe oraz wideo (online) obejmujące diagnozowanie, leczenie i profilaktykę schorzeń okulistycznych u dzieci oraz dotyczące zeza (strabologii). Wydawcą jest Slack Inc.
Redaktorami prowadzącymi „Journal of Pediatric Ophthalmology and Strabismus" są: Rudolph S. Wagner oraz Leonard B. Nelson. W skład rady redakcyjnej (ang. editorial board) czasopisma wchodzą głównie amerykańscy okuliści dziecięcy.
Pismo ma współczynnik wpływu impact factor (IF) wynoszący 0,979 (2017). W międzynarodowym rankingu SCImago Journal Rank (SJR) mierzącym wpływ i znaczenie poszczególnych czasopism naukowych „Journal of Pediatric Ophthalmology and Strabismus" zostało w 2017 sklasyfikowane na 64. miejscu wśród czasopism okulistycznych.
W polskich wykazach czasopism punktowanych przez Ministerstwo Nauki i Szkolnictwa Wyższego czasopismo otrzymało: 15-20 pkt (2013-2016) oraz 70 pkt (2019).
Publikacje ukazujące się w tym czasopiśmie są indeksowane m.in. w EMCare, ProQuest, Current Contents Clinical Medicine, Science Citation Index, EMBase, Medline oraz w Scopusie.